# I Do Not Want What I Haven't Got
I Do Not Want What I Haven't Got es el segundo álbum de estudio de la cantante irlandesa Sinéad O'Connor, publicado el 20 de marzo de 1990. Se trata de un disco producido por la misma cantante y con una atmósfera íntima y llena de introspección debido a varios incidentes en su vida personal que incluye influencias de géneros folk, reggae, pop o hip hop.
Se trata del álbum que la dio a conocer a nivel mundial, sobre todo gracias a su canción «Nothing compares 2 U» compuesta originalmente por el cantante Prince y con un tema central que habla de las relaciones personales en todos sus niveles. En una reedición especial limitada se incluye un segundo CD de caras b, rarezas, mixes, que también incluye covers de John Lennon o Cole Porter.
El título del álbum y que da nombre a uno de los temas del álbum cantado a capela durante casi seis minutos I do not want what I haven't got es el título traducido de un poema irlandés anónimo del siglo XVII llamado A Taim Sinte air do Thuamba en irlandés.
En el 2020 el álbum fue ubicado por la revista Rolling Stone en el puesto 457 de su lista de los 500 mejores álbumes de todos los tiempos.

## Contexto
A la edad de 20 años la cantante y compositora entrega un álbum grabado en directo en S.T.S, Dublín, Irlanda en una época en la que su idealismo e inocencia se enfrentan a la realidad del día a día. Se trata de un disco íntimo y extraño después de un anterior trabajo The lion and the cobra (1987) intensamente poético publicado tres años antes. En el presente trabajo, O'Connor crea una atmósfera de fragilidad y traición para terminar con esperanza.
Después de varios incidentes en su vida personal en el que rompe la foto del Papa Juan Pablo II en Saturday Night Live o se declara pro-IRA, Sinéad logra crear un trabajo lleno de introspección legando un sonido que todavía es sorprendente y que recorre I do not want y que es debido a la producción de O'Connor, educada en la cultura musical folk irlandesa pero aun así interesada en la música rock de la época y en los ritmos hip hop y el reagge.
El sencillo insignia del álbum es Nothing compares 2 U que es la canción más popular de los años '90, al igual que su vídeo. Después de este sencillo, obra de Prince, Sinéad se volvería muy popular.
La temática del álbum habla sobre todo de las relaciones: con los padres, los hijos y especialmente los amores, además de intentar mostrar un sentimiento de rechazo ante cualquier definición de ella misma que no provenga de su persona. Esto hace de I do not want un álbum muy personal pero que facilita la versatilidad musical, como es el caso de «I am streched on your grave», poema de Frank O'Connor acompañado de melodías eerie celtas y del sampler de «Funky Drummer» de James Brown, y que demuestra todo lo que O'Connor puede conseguir musicalmente; baladas orquestales dramáticas, confesiones íntimas, pop rock pegadizo, tocar guitarras rock y folk protesta, por no mencionar el tema que da título al álbum, de casi seis minutos y a capela y que es una traducción de un poema irlandés anónimo del siglo XVII titulado Táim sínte ar do thuama y que fue traducido al inglés varias veces, siendo la más conocida la versión de Frank O'Connor a la que acompañó la música de Philip King en 1979. Pero el elemento de unión entre todas las canciones es la fuerte emoción de la cantante que, a su vez, otorga cada canción con el sentimiento apropiado.
El segundo trabajo de Sinéad O'Connor logra abrir el camino de las densamente introspectivas mujeres compositoras como Tori Amos y Sarah McLachlan conectadas con una mayor audiencia, a la vez que demuestra el singular talento de la cantante y compositora irlandesa.

## Lista de temas
El CD ha sido publicado dos veces, la primera de ellas con los diez temas originales del álbum, y la segunda de ellas celebrando los veinte años de la publicación del trabajo incluye un segundo CD de canciones surgidas después de la popularidad del álbum. Muchas de ellas caras b de los sencillos de I do not want, dejando algunos mixes y canciones en directo fuera del disco. El Cd bonus incluye además versiones de Cole Porter, Gregory Isaacs o John Lennon.
| N.º | Título                             | Duración |  |
| 1.  | «Feel So Different»                | 6:47     |  |
| 2.  | «I Am Stretched On Your Grave»     | 5:33     |  |
| 3.  | «Three Babies»                     | 4:47     |  |
| 4.  | «The Emperor's New Clothes»        | 5:16     |  |
| 5.  | «Black Boys On Mopeds»             | 3:53     |  |
| 6.  | «Nothing Compares 2 U»             | 5:10     |  |
| 7.  | «Jump In The River»                | 4:12     |  |
| 8.  | «You Cause As Much Sorrow»         | 5:04     |  |
| 9.  | «The Last Day Of Our Acquaintance» | 4:40     |  |
| 10. | «I Do Not Want What I Haven't Got» | 5:45     |  |

| I Do Not Want What I Haven't Got CD2 edición especial limitada |                                                               |                                   |          |  |
| N.º                                                            | Título                                                        | Escritor(es)                      | Duración |  |
| 1.                                                             | «Night Nurse»                                                 | Isaacs, Weise                     | 4:54     |  |
| 2.                                                             | «My Special Child»                                            |                                   | 4:48     |  |
| 3.                                                             | «Damn Your Eyes»                                              | Bogard, Wyrick                    | 4:46     |  |
| 4.                                                             | «Silent Night» (Long Version)                                 | Tradicional                       | 4:44     |  |
| 5.                                                             | «You Do Something To Me»                                      | Porter                            | 2:34     |  |
| 6.                                                             | «Mind Games»                                                  | Lennon                            | 5:26     |  |
| 7.                                                             | «What Do You Want»                                            | O'Connor                          | 2:57     |  |
| 8.                                                             | «I Am Stretched On Your Grave» (Apple brightness mix)         | King, O'Connor                    | 5:36     |  |
| 9.                                                             | «Troy» (en directo en Londres)                                | O'Connor                          | 6:41     |  |
| 10.                                                            | «I Want Your (Hands On Me)» (en directo en Hammersmith Odeon) | Clowes, Dean, Holifield, O'Connor | 3:52     |  |

## Recepción
Las críticas hacia el álbum de la crítica especializada son favorables, destacando el talento de la cantante, las baladas del álbum o su voz. En cuanto a la puntuación de los consumidores, es también favorable, igualándose en un 4.5/5 en varias publicaciones. Finalmente, fue incluido en varias listas no oficiales de revistas y magazines de mejores álbumes de los 90 o de pop.

### Crítica especializada
En Pop Matters Jill LaBrack que da un 9/10 al trabajo define al álbum, en su edición especial limitada de dos CD, como un trabajo «casi perfecto» en el que se recogen canciones como, «I am streched on your grave» y «Night nurse» —del disco extra— que demuestran el poder de su voz, «The emperor's new clothes» y «Jump in the river» que tienen el sonido que muchas bandas querrían pero que no consiguen, construidas como las mejores canciones de los '80 con un sonido que Jane's Addiction y Red Hot Chili Peppers ya estaban tocando en la época. La canción «Three babies», «Black boys on mopeds» y «The last day of our acquaintance» son el fuerte de Sinéad, las baladas, donde demuestra su maestría con la guitarra acústica. Del segundo disco que acompaña a la edición limitada dice que las rarezas que se recogen funcionan muy bien, «incluso la introducción de "Silent night" en el medio del disco». Termina diciendo que en toda la historia de la música «no hay muchos trabajos que sean tan bellos [···] como "I do not want what I haven't got".»
Steve Huey de Allmusic da al álbum una puntuación de 4.5/5 diciendo de él que es un «álbum brillante» que demuestra el «singular talento» de Sinéad». En Amazon James Swift lo define como un «compendio satisfactorio de estilos» y destaca sobre todo las canciones acústicas. En CDuniverse dice de él que no hay ninguna canción que desentone en el álbum, y que todas las canciones demuestran que la cantante es una letrista de primera. En la revista Q obtiene una calificación de 4/4 otorgándole un excelente. En la revista Entertainment Weekly le dan una calificación de A, definiéndolo como un «viaje en una ciudad sin explorar».
| Crítica especializada                                | Crítica especializada |
| ---------------------------------------------------- | --------------------- |
| Publicación                                          | Valoración            |
| Pop Matters                                          | [ 2 ]                 |
| Allmusic                                             | [ 3 ]                 |
| Amazon                                               | (favorable)           |
| CDuniverse                                           | (favorable)           |
| Q                                                    | (excelente)           |
| Entertainment Weekly                                 | (A)                   |
| Spin                                                 | (favorable)           |
| Pitchfork Media                                      | (favorable)           |
| Record Collector                                     | [ 5 ]                 |
| Crítica de consumidores                              |                       |
| Publicación                                          | Valoración            |
| Amazon                                               | [ 5 ]                 |
| CDuniverse                                           | [ 5 ]                 |
| Listas de música no oficiales                        |                       |
| Lista (publicación)                                  | Puesto                |
| Women in rock: the 50 essential albums Rolling Stone | 22                    |
| Essential recordings of the '90s Rolling Stone       |                       |
| 90 greatest albums de los '90s Spin                  | 44                    |
| 90 mejores álbumes de los '90s Q                     | 44                    |
| Álbum del 1990 Q                                     | 5                     |
| Album of 1990 Entertainment Weekly                   | 1                     |
| Top 10 recordings of 1990 New York Times             | 1                     |

En Spin se dice de él que se benefició de la canción de Prince «Nothing compares 2 U», pero su voz y actitud son innegables. En Pitchfork Media se dice que aunque el álbum quedará como el del tema de Prince, hay que buscar mucho para encontrar una mejor expresión en la música pop de una ruptura. En Record Collector le dan 4/5 estrellas diciendo de él que es «político, personal, rompe corazones y alegre» y añadiendo que Sinéad alcanza su esplendor en la canción que da título al álbum.

### Crítica de usuarios
En Amazon los usuarios le dan una puntuación de 4.5/5, en CDuniverse los consumidores le dan 4.5/5.

### Listas de música no oficiales
En Rolling Stone alcanzó el puesto número 22 en la lista Women in rock: the 50 essential albums, también fue incluido en su lista de Essential recordings of the '90s. En Spin alcanzó el puesto número 44 en su lista de los 90 greatest albums de los '90s. En la revista Q alcanzó el puesto número 44 de la lista 90 mejores álbumes de los '90s. y el 5 en Álbum del 1990. En la revista Entertainment Weekly alcanzó el puesto número 1 de Album of 1990. Al igual que en New York Times en su lista Top 10 recordings of 1990.

## Listas y certificaciones (Álbum/Sencillos)
Álbum

### Listas y posicionamiento
Alcanzó el puesto número uno en el Billboard Chart, permaneciendo en los primeros veinte puestos durante ese verano y terminó en el puesto número 19 al final del año. En el año 1990; en marzo en Reino Unido permaneció en el número uno durante cincuenta semanas, en EE. UU. en el mismo puesto durante seis semanas en abril, y en ese mismo año, también en Canadá durante catorce semanas, en Alemania durante diez semanas en abril, y en Europa durante ocho semanas en el mismo mes, mientras que en Austria estuvo siete meses como número uno. En Suiza en marzo estuvo treinta y dos semanas, en Noruega en marzo, durante quince semanas, en Suecia en el mismo mes, catorce semanas y en Australia durante una semana en marzo.

### Certificaciones
El nuevo trabajo de Sinéad O'Connor fue certificado por la RIAA en mayo de 1990 en EE. UU. doble disco de platino, en Reino Unido el mismo nombramiento por la BPI en enero de 1991 y en Alemania fue nombrado por la BMieV disco de platino en 2008.
Sencillos

### Listas y certificaciones

#### «Nothing compares 2 U»
Durante el año 1990 el sencillo lanzado «Nothing compares 2 U» logró alcanzar gran fama logrando mantenerse en las listas durante varias semanas así como nominaciones y premios, por ejemplo fue nominado al Premio Grammy en 1990 aunque no lo ganó, sí consiguió el MTV video of the year en 1990.
Posicionamiento
En Reino Unido logró permanecer en el puesto número uno durante quince semanas en enero de 1990, en el US Billboard logró permanecer durante veintiún semanas en marzo de 1990 en el mismo puesto, así como en ARC 1 durante quince semanas siendo la posición más alta la número uno de la lista durante ese año, en Japón permaneció dieciocho semanas en marzo de 1990. En Holanda permaneció dieciséis semanas en el número uno en enero de 1990, mientras que en Suecia en febrero de 1990 permaneció durante doce semanas, así como en Austria en marzo del mismo año consiguió el mismo puesto durante cinco semanas. En Suiza estuvo durante veintinueve semanas en febrero de 1990 y en Noruega el mismo mes durante dieciséis semanas. En Polonia el mes siguiente permaneció cincuenta y un semanas, y en Bélgica en febrero durante dieciséis semanas, mientras que en Alemania permaneció durante cinco semanas en ese mismo puesto número uno. En Eire lo hizo durante seis semanas en enero de 1990 y en Canadá RPM durante cinco semanas en mayo de 1990, en Nueva Zelanda el mismo tiempo y puesto el mes anterior y en Australia durante ocho semanas en febrero de 1990. En Europa permaneció durante cinco semanas en el puesto número uno en febrero de 1990, en España permaneció durante una semana en el número uno en abril de 1990.
Certificaciones
Al sencillo le fue otorgado el disco de platino en EE. UU., certificado por la RIAA en abril de 1990, en Reino Unido, platino en BPI en marzo de 1990, mientras que en Alemania lo fue oro por BMieV en 1990.

#### «The emperor's new clothes»
Posicionamiento
El sencillo «The emperor's new clothes» entró en el año 1990 en varias listas mundiales, en Polonia permaneció durante trece semanas en julio, en septiembre en Suiza lo hizo durante siete semanas, mientras que en Bélgica estuvo en el puesto diecinueve durante cinco semanas. En Holanda en el puesto veintitrés durante cinco semanas en agosto y en Japón, Tokio, permaneció ocho semanas en el puesto número veinticinco en mayo. En Austria puedo estar dos semanas en septiembre en el puesto veintisiete. En el Reino Unido estuvo durante cinco semanas en el puesto 31, mientras que en el Billboard 60 permaneció nueve semanas.

#### «Three babies»
Posicionamiento
En noviembre de 1990, en Polonia, este sencillo estuvo durante catorce semanas en el puesto número uno, en Suecia dos semanas en el puesto dieciocho, y en Suiza en el puesto veintidós durante cuatro semanas, mientras que en Bélgica en el puesto veintisiete permaneció durante dos semanas. En Reino Unido en octubre del mismo año permaneció durante cuatro semanas en el puesto número cuarenta y dos.

## Legado
El álbum fue incluido en la lista de los 500 mejores discos de todos los tiempos, por la revista estadounidense Rolling Stone. En la primera reedición del listado, en 2012, el álbum fue ubicado en el puesto 408, y en la segunda reedición de 2020, el álbum cayó hasta el puesto 457.

## Personal

### Músicos
- Sinéad O'Connor - arreglos, compositora, programación de percusión, guitarra, guitarra acústica, guitarra eléctrica, teclados, percusión, arreglos de cuerda, voz.
- Nick Ingman - conductor, director, arreglos de cuerda.
- Phillip King - arreglos de melodía, voz.
- David Munday - guitarra acústica, piano.
- Marco Pirroni - guitarra eléctrica
- John Reynolds - batería
- Andy Rourke - bajo, guitarra acústica.
- Karl Wallinger - arreglos
- Steve Wickham - fiddle
- Jah Wobble - bajo

### Productores y otros
- Sinéad O'Connor - producción
- Chris Birkett - ingeniero, productor.
- Sean Devitt - ingeniero, productor.
- Dave Hoffman - fotografía
- Nellee Hooper - productor
- Dominique Lerigoleur - fotografía
- John Maybury - diseño de portada, productor.